# 戴琳
戴 琳（たい りん、拼音：Dai Lin、1987年11月28日 - ）は、中華人民共和国・遼寧省大連市出身のサッカー選手。中国サッカー・スーパーリーグ・山東魯能所属。ポジションはディフェンダー。

## 所属クラブ
ユース経歴
- 2003年 - 2004年  哈爾浜毅騰足球倶楽部
- 2004年 - 2005年  遼寧足球倶楽部

プロ経歴
- 2005年 - 2008年  遼寧足球倶楽部
- 2009年  FKスラビア
- 2009年 - 2013年  上海申花足球倶楽部
- 2014年 -  山東魯能泰山足球倶楽部

## タイトル

### クラブ
山東魯能
- 中国FAカップ：1回 (2014)
- 中国サッカー・スーパーカップ：1回 (2015)